# باول فور (سياسي)
باول فور (بالفرنسية: Paul Faure)‏ هو سياسي فرنسي، ولد في 3 فبراير 1878 في بيريغو في فرنسا، وتوفي في 16 نوفمبر 1960 في باريس في فرنسا. نشط حزبياً في French Section of the Workers' International ‏. وقد انتخب Mayor of Le Creusot ‏ وانتخب نائب فرنسي.